# Sâmburești
Sâmburești est une commune roumaine située dans le județ d'Olt.